# Liste der Biografien/Danr
Liste der Biografien |
Portal Biografien |
Personensuche
# |
A |
B |
C |
D |
E |
F |
G |
H |
I |
J |
K |
L |
M |
N |
O |
P |
Q |
R |
S |
T |
U |
V |
W |
X |
Y |
Z |
?
 
Da |
Db |
Dc |
Dd |
De |
Dg |
Dh |
Di |
Dj |
Dk |
Dl |
Dm |
Dn |
Do |
Dq |
Dr |
Ds |
Du |
Dv |
Dw |
Dy |
Dz
 
Daa |
Dab |
Dac |
Dad |
Dae |
Daf |
Dag |
Dah |
Dai |
Daj |
Dak |
Dal |
Dam |
Dan |
Dao |
Dap |
Daq |
Dar |
Das |
Dat |
Dau |
Dav |
Daw |
Dax |
Day |
Daz
 
Dana |
Danb |
Danc |
Dand |
Dane |
Danf |
Dang |
Danh |
Dani |
Danj |
Dank |
Danl |
Dann |
Dano |
Danq |
Danr |
Dans |
Dant |
Danu |
Danv |
Danw |
Dany |
Danz
Die Liste der Biografien führt alle Personen auf, die in der deutschsprachigen Wikipedia einen Artikel haben. Dieses ist eine Teilliste mit einem Eintrag einer Person, deren Namen mit den Buchstaben „Danr“ beginnt.

## Danr

### Danre
- Danreiter, Franz Anton († 1760), Salzburger Architekt, Hofgärtner und Zeichner